# Ulrichskirchen-Schleinbach
Ulrichskirchen-Schleinbach – gmina targowa w Austrii, w kraju związkowym Dolna Austria, w powiecie Mistelbach. Liczy 2567 mieszkańców (1 stycznia 2014).